# Перетягин, Денис Александрович
Дени́с Алекса́ндрович Перетя́гин (род. 30 мая 1991 года, Кирово-Чепецк, Кировская область, РСФСР, СССР) — российский хоккеист, вратарь.

## Биография
Родился 30 мая 1991 года в Кирово-Чепецке. Воспитанник ДЮСШ местного хоккейного клуба «Олимпия» (первый тренер Г. А. Пойлов), во второй команде которого и начал свою игровую карьеру в сезоне 2005/2006. Затем переехал в Череповец, где сначала играл за вторую команду «Северстали». С сезона 2009/2010 был вторым вратарём команды КХЛ (основным являлся Василий Кошечкин) и одновременно выступал в её фарм-клубе «Алмаз», созданном на базе «Северстали-2» при образовании МХЛ. Всего в КХЛ провёл 4 матча и пропустил 4 гола.
С сезона 2013/2014 защищал ворота клубов ВХЛ — саратовского «Кристалла» (2013—2014), воронежского «Бурана» (2014—2015), карагандинской «Сарыарки» (2015—2017) и орского «Южного Урала» (2017—2019), ангарского «Ермака» и «Тамбова» (2019/2021), после чего оставил игровую карьеру.
В январе 2024 г. приглашён в тренерский штаб кирово-чепецкого клуба «Олимпия» в качестве тренера вратарей.  